# Urodacus giulianii
Espèce
Urodacus giulianii est une espèce de scorpions de la famille des Scorpionidae.

## Distribution
Cette espèce est endémique d'Australie. Elle se rencontre dans le Nord de l'Australie-Méridionale, le Sud du Territoire du Nord et l'Est de l'Australie-Occidentale.

## Description
La femelle holotype mesure 55 mm.

## Étymologie
Cette espèce est nommée en l'honneur de Derham Giuliani (1931-2010).

## Publication originale
- Koch, 1977 : « The taxonomy, geographic distribution and evolutionary radiation of Australo-Papuan scorpions. » Records of the Western Australian Museum, vol. 5, no 2, p. 83-367 (texte intégral).